# Косоварська Баскетбольна Суперліга
Косоварська Баскетбольна Суперліга (Superliga e Kosovës në Basketboll) — найвища чоловіча баскетбольна ліга в Косово. Заснована в 1991 році.
Склад — від 8 до 10 команд, які беруть участь в змаганні в 2 стадії Перша стадія — регулярний сезон. Кожна команда повинна зіграти з кожною 4 рази (двічі дома і двічі в гостях). Друга стадія — чотири кращі команди в форматі «плей-оф» розігрують звання чемпіона (команда, що займе по підсумкам регулярного сезону перше місце, грає з командою, що зайняла четверте, а зайнявша друге — з зайнявшою третє).

## Чемпіони по сезонам

### Титули
| - 1991/92 Сігал Приштина - 1992/93 Печ - 1993/94 Печ - 1994/95 Печ - 1995/96 Печ - 1996/97 Дріта - 1997/98 Не проводився через війну в Косово - 1998/99 Не проводився через війну в Косово - 1999/00 Трепча - 2000/01 Трепча | - 2001/02 Сігал Приштина - 2002/03 Сігал Приштина - 2003/04 Печ - 2004/05 Мабетекс - 2005/06 Сігал Приштина - 2006/07 Сігал Приштина - 2007/08 Сігал Приштина - 2008/09 Сігал Приштина - 2010/11 Сігал Приштина - 2011/12 Трепча - 2012/13 Печ - 2013/14 Сігал Приштина | - 2014/15 Сігал Приштина - 2015/16 Сігал Приштина - 2016/17 Сігал Приштина - 2017/18 Башкімі |  |  |

### Финалы
| Сезон   | Чемпіон        | Фіналіст       | Рахунок |
| ------- | -------------- | -------------- | ------- |
| 2002–03 | Сігал Приштина | Мабетекс       |         |
| 2003–04 | Печ            |                |         |
| 2004–05 | Мабетекс       |                |         |
| 2005–06 | Сігал Приштина | Мабетекс       | 3–1     |
| 2006–07 | Сігал Приштина | Трепча         |         |
| 2007–08 | Сігал Приштина | Печ            |         |
| 2008–09 | Сігал Приштина | Башкімі        | 3–2     |
| 2009–10 | Сігал Приштина | Трепча         | 3–1     |
| 2010–11 | Сігал Приштина | Печ            | 3–0     |
| 2011–12 | Трепча         | Сігал Приштина | 3–2     |
| 2012–13 | Печ            | Сігал Приштина | 3–0     |
| 2013–14 | Сігал Приштина | Печ            | 3–0     |
| 2014–15 | Сігал Приштина | Печ            | 2–1     |
| 2015-16 | Сігал Приштина | Печ            | 3-1     |

### Чемпіони по клубам
| Клуб           | Чемпіон | Фіналіст | Рік чемпіонства                                                  |
| -------------- | ------- | -------- | ---------------------------------------------------------------- |
| Сігал Приштина | 11      | 5        | 1992, 2002, 2003, 2006, 2007, 2008, 2009, 2011, 2014, 2015, 2016 |
| Печ            | 6       | 5        | 1993, 1994, 1995, 1996, 2004, 2013                               |
| Трепча         | 3       | 4        | 2000, 2001, 2012                                                 |
| Дрита          | 1       | 1        | 1997                                                             |
| Мабетекс       | 1       | 2        | 2005                                                             |
| Башкімі        | 0       | 2        |                                                                  |
| Кастріоті      | 0       | 2        |                                                                  |